# Jílové u Držkova
Jílové u Držkova – gmina w Czechach, w powiecie Jablonec nad Nysą, w kraju libereckim.
1 stycznia 2017 gmina liczyła 214 mieszkańców, a ich średni wiek 44,0 lat.